# Phleum phleoides
|  | Per a altres significats, vegeu «cua de rata». |

Cua de Rata (Phleum phleoides) és una espècie de planta herbàcia perenne nativa de la major part d'Europa, Nord d'Àfrica i zones temperades d'Àsia. Es pot confondre amb altres espècies relacionades com Phleum pratense, però Phleum phleoides prefereix sòls més lleugers i creix en sòls de pedra calcària. Aconsegueix una mida de 10-70 cm d'alçada, les làmines foliars són de 5 -12 cm de llarg i 1-3,5 mm d'ample.
El seu nom científic «phleum» és un nom genèric que deriva de la paraula grega phleos, una espècie de canya o past.